# Daniela Iraschko-Stolz
Daniela Iraschko-Stolz (n. 21 noiembrie 1983, Eisenerz, Stiria, Austria) este o săritoare cu schiurile austriacă.

## Carieră
Iraschko-Stolz concurează la sărituri cu schiurile din anul 2000. Este cel mai bine cunoscută pentru cele trei victorii individuale la Festivalul de Schi de la Holmenkollen (2000, 2001, 2003). În 2009-10 a câștigat Cupa Continentală la femin. A câștigat medalia de aur la Universiada de iarnă din 2007 de la Torino, aur la sărituri cu schiurile la Campionatele Mondiale de la Holmenkollen din 2011 și argint la Jocurile Olimpice de iarnă din 2014 de la Soci, Rusia. La nivel de Cupă Mondială are nouă victorii individuale și a terminat a doua la general în prima ediție a Cupei Mondiale la feminin, sezonul 2011-12. 
La 29 ianuarie 2003, Iraschko-Stolz a devenit prima femeie care a zburat peste 200 de metri, în timpul antrenamentelor pentru o competiție în cadrul Cupei Mondiale de schi la Kulm, record mondial feminin aflat încă în vigoare.

## Cupa Mondială

### Clasamente (loc)
| Sezon     | General |
| --------- | ------- |
| 2011–2012 | 2       |
| 2012–2013 | 10      |
| 2013–2014 | 5       |
| 2014–2015 | 1       |
| 2015–2016 | 2       |

### Victorii
| Nr. | Sezon     | Data        | Loc          | Trambulină                         | Mărime |
| --- | --------- | ----------- | ------------ | ---------------------------------- | ------ |
| 1   | 2011–2012 | 4 feb 2012  | Hinzenbach   | Aigner-Schanze HS 94               | NH     |
| 2   | 2011–2012 | 5 feb 2012  | Hinzenbach   | Aigner-Schanze HS 94               | NH     |
| 3   | 2011–2012 | 9 dec 2012  | Soci         | RusSki Gorki HS 106                | NH     |
| 4   | 2013–2014 | 25 ian 2012 | Planica      | Bloudkova velikanka HS 104         | NH     |
| 5   | 2013–2014 | 26 ian 2012 | Planica      | Bloudkova velikanka HS 104         | NH     |
| 6   | 2014–2015 | 24 ian 2015 | Oberstdorf   | Schattenbergschanze HS 106         | NH     |
| 7   | 2014–2015 | 25 ian 2015 | Oberstdorf   | Schattenbergschanze HS 106         | NH     |
| 8   | 2014–2015 | 31 ian 2015 | Hinzenbach   | Aigner-Schanze HS 94               | NH     |
| 9   | 2014–2015 | 7 Feb 2015  | Râșnov       | Trambulina Valea Cărbunării HS 100 | NH     |
| 10  | 2014–2015 | 15 Feb 2015 | Ljubno       | Savina Ski Jumping Center HS 95    | NH     |
| 11  | 2015–2016 | 12 dec 2015 | Nijni Taghil | Tramplin Stork HS 97               | NH     |
| 12  | 2015–2016 | 14 feb 2016 | Ljubno       | Savina Ski Jumping Center HS 95    | NH     |

## Legături externe
- en Daniela Iraschko-Stolz la Olympedia.org